# 파스카의 희생을 찬미하라
파스카의 희생을 찬미하라(Victimae Paschali Laudes)는 로마 가톨릭교회 부활절 낮 미사에 혹은 개신교의 성찬식 때 부르는 부속가로, 11세기 부르고뉴의 사제 위포의 작품으로 추정되며, 모두 8행으로 구성되어 있다.